# Karl-Hermann Meyer zum Büschenfelde

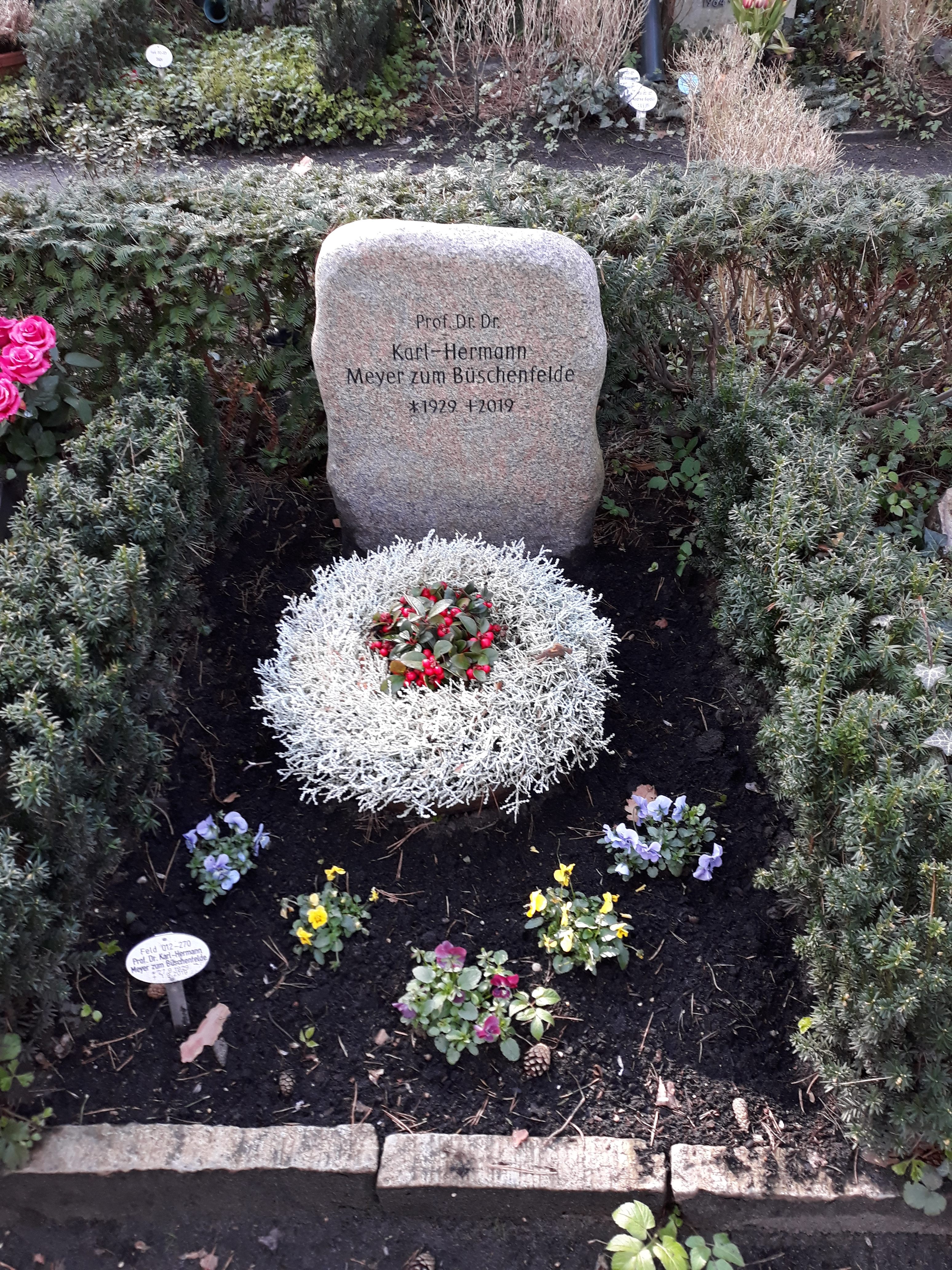
Grab Karl-Hermann Meyer zum Büschenfelde auf dem Waldfriedhof Dahlem

Karl-Hermann Meyer zum Büschenfelde (* 27. September 1929 in Hüllhorst-Oberbauerschaft/Westfalen; † 1. September 2019) war ein deutscher Arzt (Internist).

## Leben
Meyer zum Büschenfelde studierte Veterinärmedizin in Hannover und München. Während seines Studiums wurde er im Wintersemester 1950/51 Mitglied der Burschenschaft Teutonia Hannover. Er wurde 1955 promoviert. Anschließend studierte er Humanmedizin an der Universität zu Köln und der Universität Hamburg (wo er 1960 promoviert wurde) mit anschließender Facharztausbildung zum Internisten in Marburg bei Hans-Erhard Bock und Mainz bei Paul Schölmerich. Nach der Habilitation in Mainz (Thema: Über die immunbiologische Spezifizität des Leberparenchyms.) und einer Gastprofessur an der Universität Genf wurde er 1977 Professor an der FU Berlin, wo er Klinikdirektor und zeitweise Dekan der Medizinischen Fakultät war. Ab 1981 war er Professor für Innere Medizin an der Gutenberg-Universität in Mainz, an der er später emeritiert wurde.
Er forschte im Bereich Hepatologie und Immunologie, speziell immunologische Krankheitsursachen in der Inneren Medizin. Er war Mitbegründer des Sonderforschungsbereichs Immunpathogenese.
Ab 1989 war er Senatsmitglied in der Deutschen Forschungsgemeinschaft (DFG) und ab 1993 deren Vizepräsident. Er war lange im wissenschaftlichen Beirat der Robert-Koch-Stiftung und bis 1999 im Vorstand der Deutschen Krebshilfe. Meyer zum Büschenfelde starb am 1. September 2019 im Alter von 89 Jahren.

## Ehrungen
- 1968: Theodor-Frerichs-Preis
- 1996: Ernst-Jung-Medaille in Gold
- 1996: Ehrendoktor der Universität Löwen
- 1997: Lucie-Bolte-Preis
- 2005: Gustav-von-Bergmann-Medaille[6]
- 2009: Verdienstkreuz am Bande des Verdienstordens der Bundesrepublik Deutschland

## Schriften
- Herausgeber: Hepatologie in Klinik und Praxis: Grundlagen, Diagnostik und Therapie. Thieme 1989.
- Herausgeber: Immunology and Liver. Kluwer 1993 (Falk Symposium Basel 1992).